# شعب الخلوة (القبيطة)

تعديل مصدري - تعديل

شعب الخلوة هي إحدى قرى عزلة كرش بمديرية القبيطة التابعة لمحافظة لحج، بلغ تعداد سكانها 21 نسمة حسب تعداد اليمن لعام 2004.